# Étienne-Louis Malus
Étienne-Louis Malus (francès: Étienne Louis Malus)  (París, 23 de juliol de 1775 - París, 24 de febrer de 1812) va ser un físic i matemàtic francès. El seu cognom apareix inscrit a la Torre Eiffel

## Vida i obra
Fill d'Anne-Louis Malus de Mitry, tresorer de França, va ser educat privadament a la casa familiar. El 1793 va obtenir l'ingrés a l'Escola d'Enginyers de Mézières però, be fos pels seus orígens familiars monàrquics o be fos per la clausura del centre educatiu, el va deixar en poc temps. Després d'estudiar breument a l'escola d'Artilleria de Metz s'allista al 15è Batallo de Voluntaris de Paris per ser enviat a treballar a les fortificacions de Dunkerque. L'enginyer dels treballs, Jacques-Marie Le Père, s'adonà del seu potencial i l'envià a estudiar a l'École polytechnique els anys 1794 i 1795.
El 1796 és ascendit a capità i participa en les maniobres militars del Rin, fins que queda estacionat a Giessen on coneix la seva futura esposa, Wilhelmine Koch.
El 1798, sobtadament, és destinat a l'expedició de Napoleó a Egipte (1798 a 1801), on va participar en diverses batalles a les actuals Síria i Egipte, i va ser membre de la secció matemàtica de l'Institut del Caire. Malus va deixar una agenda amb interessants anotacions de les seves experiències en aquesta expedició. El 1801, en retornar, després de no veure's en anys, es va casar amb Wilhelmine Koch.
Els anys 1802-1803 va ser comandant d'enginyers i artilleria a Lille. A continuació va se destinat successivament a Anvers, Estrasburg i Kehl. El 1809 s'estableix definitivament a París com director d'aquarteraments del departament de Sena.
Va morir el febrer de 1812, víctima d'una tisi. probablement empitjorada per les malalties contretes durant l'expedició a Egipte.
Malus el 1810 va ser elegit membre de l'Académie des Sciences francesa. El 1810 la Royal Society el premià amb la Medalla Rumford.
La seva obra se centrà en l'estudi de la llum. Va fer experiments per verificar les teories de la llum de Christiaan Huygens. El seu descobriment de la polarització de la llum per reflexió es va publicar el 1809 i la seva teoria de la refracció doble de la llum en cristalls, el 1810.
Malus és recordat també per la Llei de Malus, que dona la intensitat resultant, quan es posa un polaritzador en el camí d'un feix de llum incident: {\displaystyle I=I_{0}\cdot \cos ^{2}(\theta )}.